# Riche
För andra betydelser, se Riche (olika betydelser).

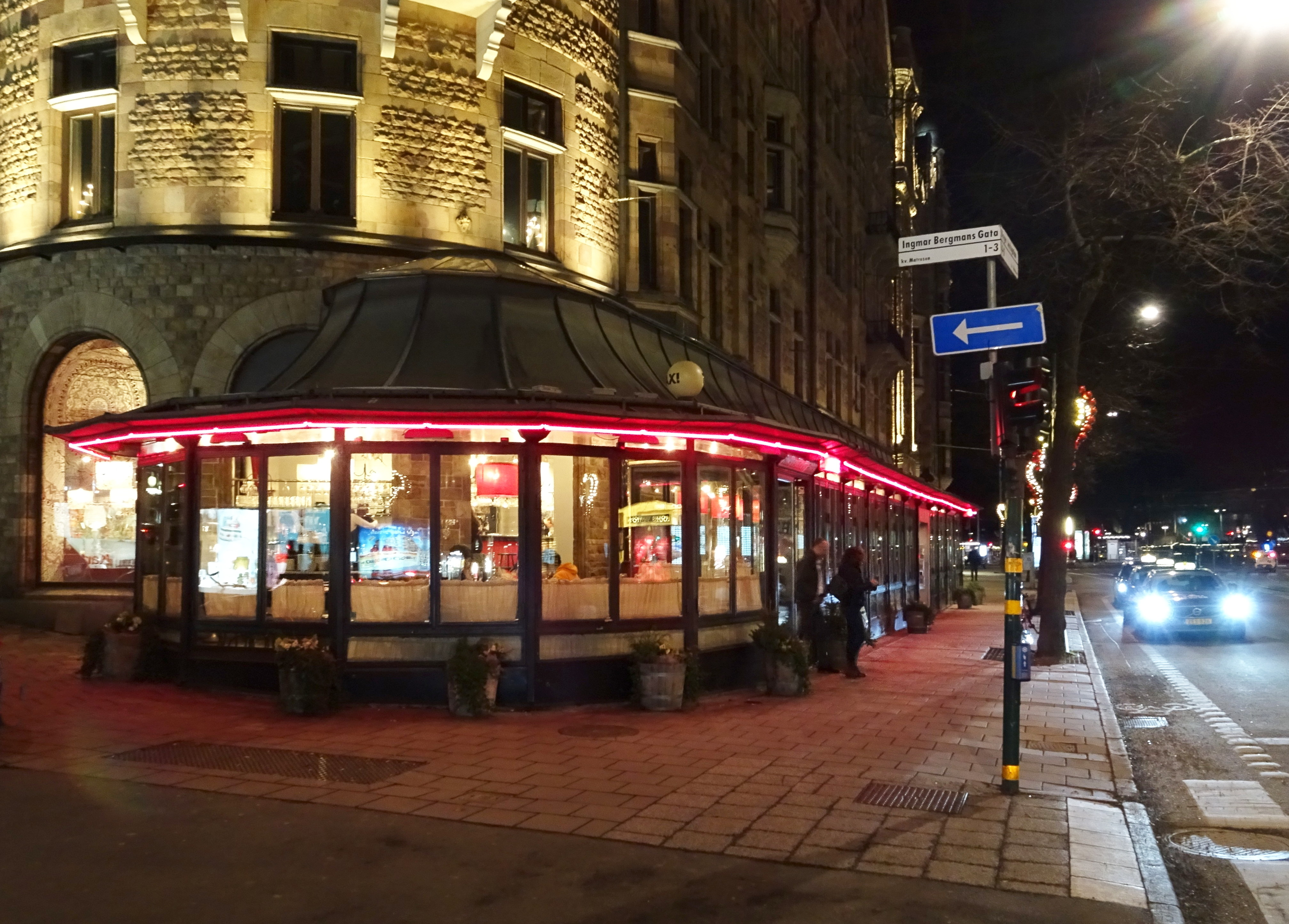
Riches veranda en januarikväll 2020.

Riche är en restaurang vid Birger Jarlsgatan 4 på Östermalm i Stockholms innerstad. Öppnades av Erik Moberg, Riche har funnits sedan 1893 och hör därmed till Stockholms äldsta innerstadsrestauranger med obruten verksamhet på samma adress.

## Historik

### Byggnaden

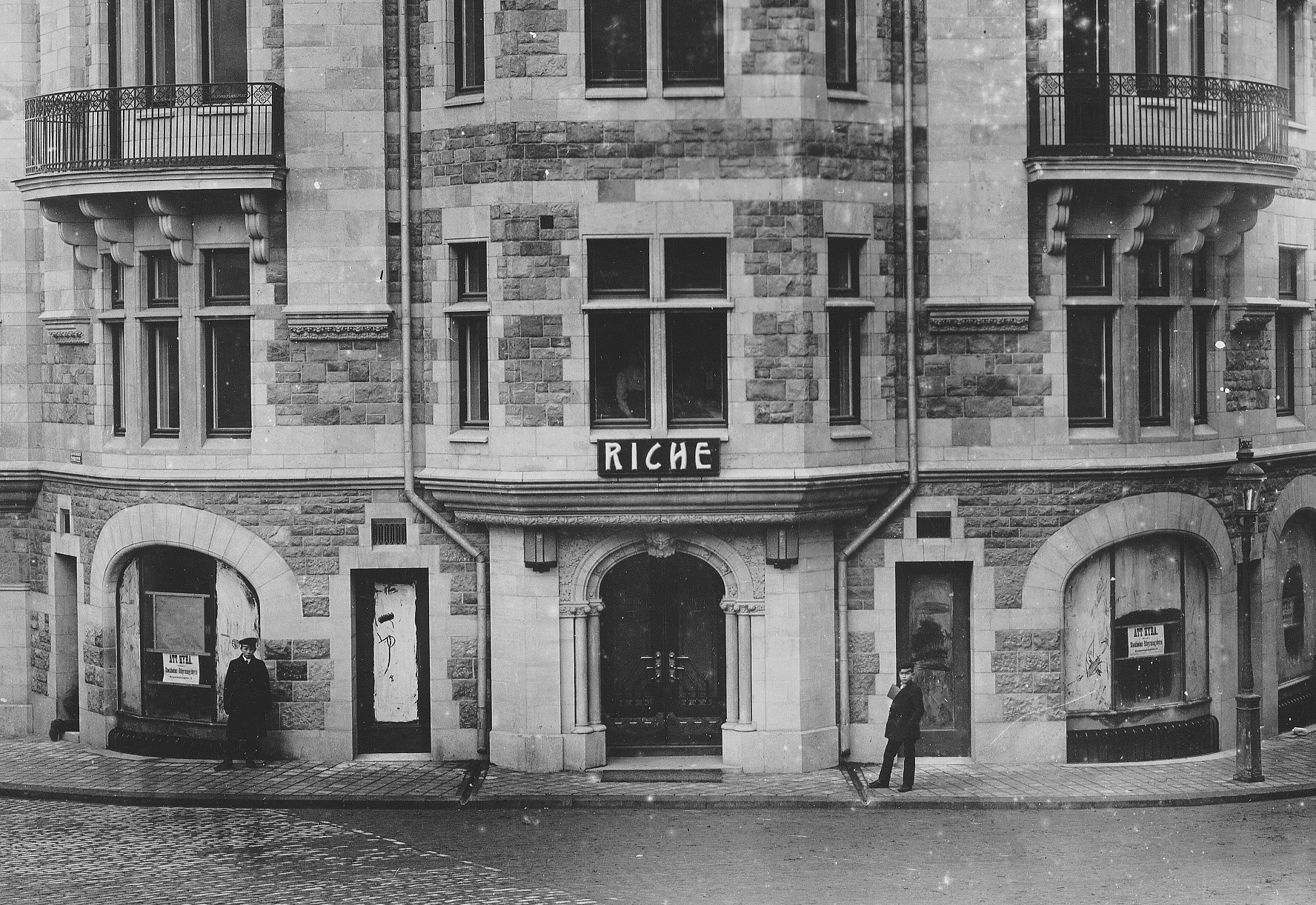
Entrén till Riche 1912 vid Nybrogatan 3, dagens Teatergrillen.

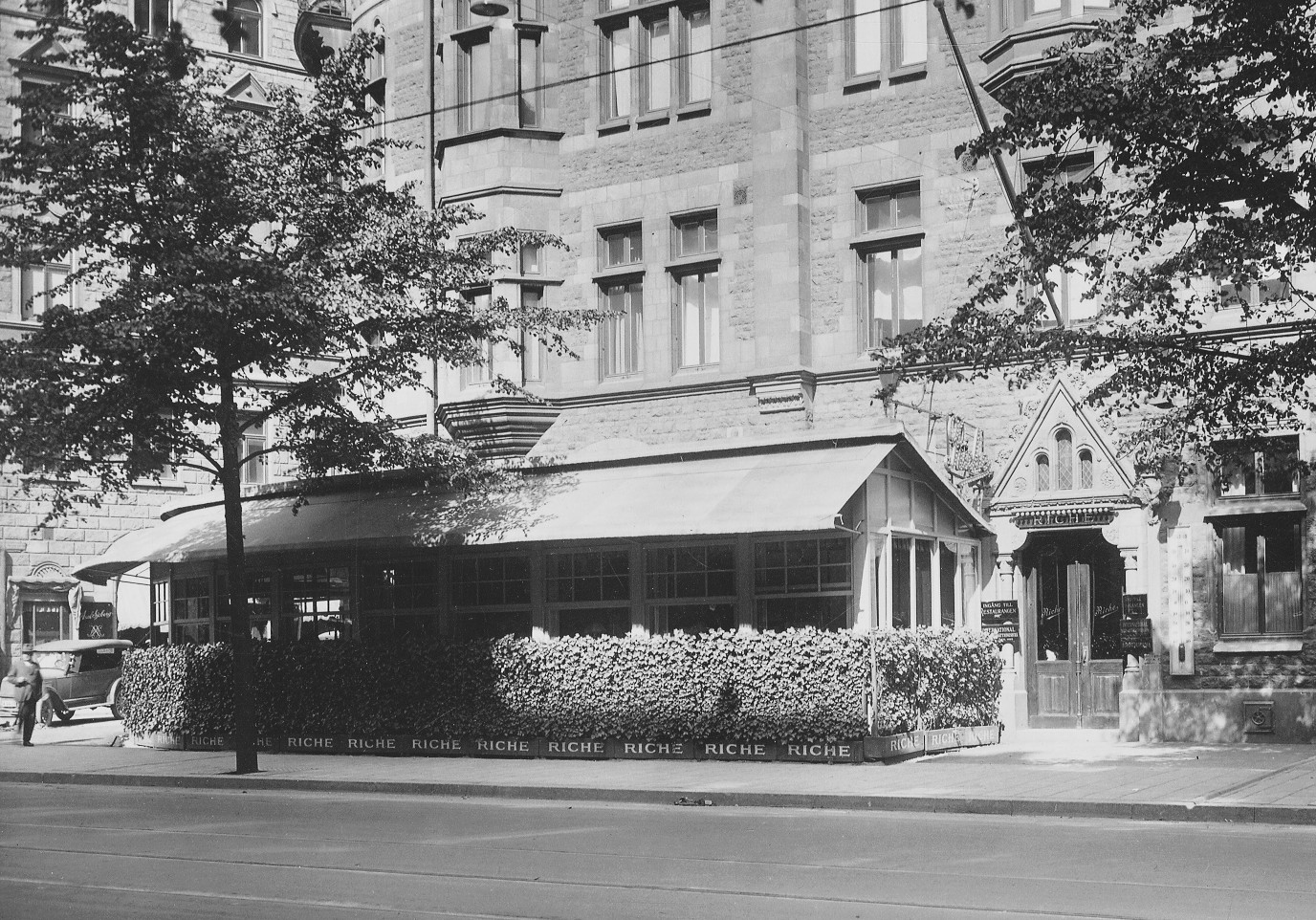
Riches sommarveranda och entré vid Birger Jarlsgatan i augusti 1928.

Riche är lika gammal som huset där restaurangen är belägen. Byggnaden bestod ursprungligen av två fastigheter (Matrosen 2 och 3) som ritades av arkitekt Ludwig Peterson och dennes partner Ture Stenberg. Byggherren och byggmästaren var Johan Sjöqvist. Huset med sitt exponerade läge i kvarteret Matrosen vid Birger Jarlsgatans början blev påkostat och var, när det stod färdigt 1895, ett av Stockholms första hyreshus med fasader klädda helt i natursten. 1912 stod husdelen mot nordost (Matrosen 1) färdig som ritats av Ullrich & Hallquisth i nära anslutning till Matrosen 2 och 3 beträffande fasadmaterial och formgivning. Riche började sin verksamhet i fastigheten Matrosen 2 och utvidgade omkring 1912 till Matrosen 1. På ett fotografi från 1912 syns deras namn över entrén, idag ligger Teatergrillens entré här.

### Restaurangen Riche
Förebilden till Riche var ’’Café Riche’’ på Boulevard des Italiens i Paris. Man ville locka Stockholms välbärgade borgarklass och inredde en restaurang med stärkta linnedukar, guldinramade speglar och kristallkronor. Under många år frekventerade detta klientel restaurangen. Till kunderna hörde även officerare och fina herrsällskap. På 1930-talet ändrade man inriktning till ett något modernare ställe. Då kom skådespelare från närbelägna Dramatiska teatern hit samt författare, konstnärer och intellektuella.
Under andra världskriget fick Riche ekonomiska problem men räddades av familjerna Wallenberg, Bonniers och Sachs och inte minst av restaurangmannen Tore Wretman som blev ägare. Han engagerade hovmästaren Hans Bratt för det praktiska arbetet. Under Wretmans och Bratts tid blev Riche stamlokus för bland andra Ingmar Bergman, Zarah Leander, Greta Garbo och en ung Sven-Bertil Taube. Wretman blev kvar som ägare till 1976.

### Ombyggnader och verksamhet
Riche har under årens lopp genomgått ett antal renoveringar och ombyggnader. Bland annat utfördes 1932 till 1934 ombyggnad och utvidgning av festvåningen och en ny matsal inredes. Arkitekt Ivar Tengbom ansvarade för gestaltningen. Den tidigare tillfälliga sommarverandan mot Birger Jarlsgatan blev 1965 permanent, ritad av arkitekt Nils Tesch. Den största förändringen av nyare datum genomfördes under slutet av 1990-talet av inredningsarkitekten Jonas Bohlin. Då moderniserades även köket och gästutrymmen en trappa upp avvecklades som fanns under Wretmans tid.
Menyn innehåller fransk brasseriemat såväl som svenska husmansklassiker. Restaurangen har även en omfattande vinmeny. Riche ingår i koncernen Svenska Brasserier där även Teatergrillen, Sturehof, Stockholms Matmarknad, Taverna Brillo, Luzette och Ulriksdals Wärdshus ingår.

### Nutida bilder

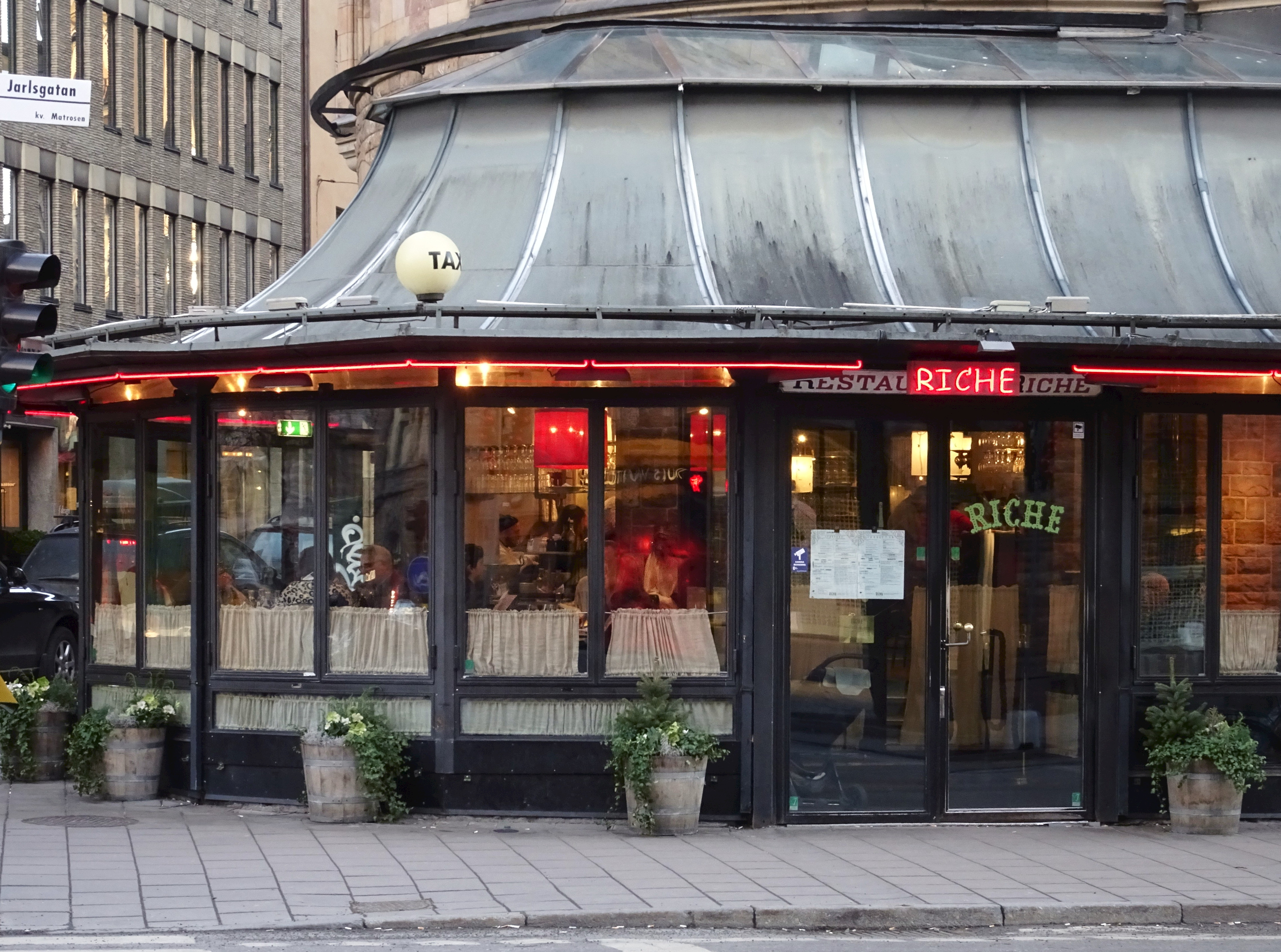
Entrén.
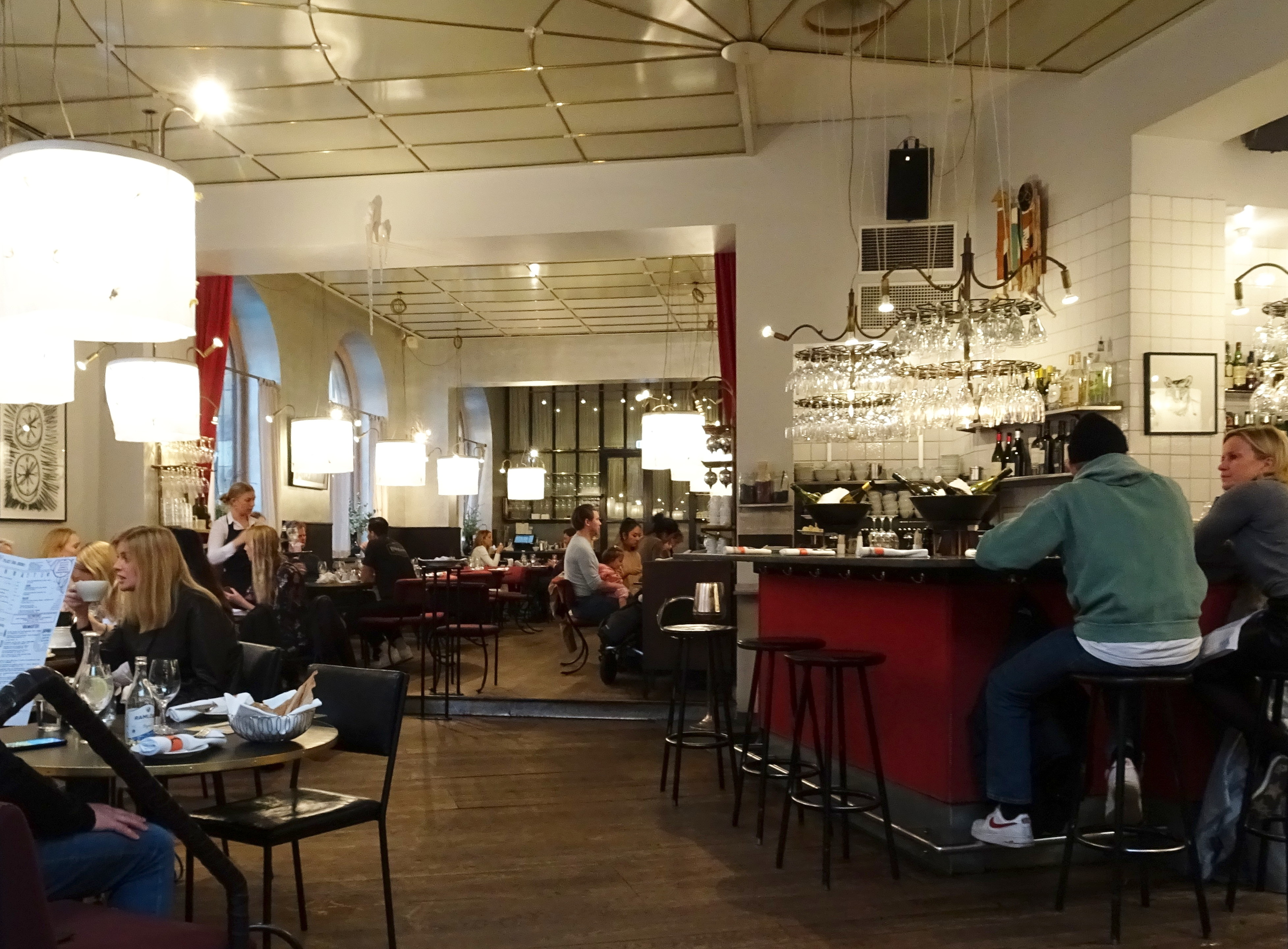
Matsalen.
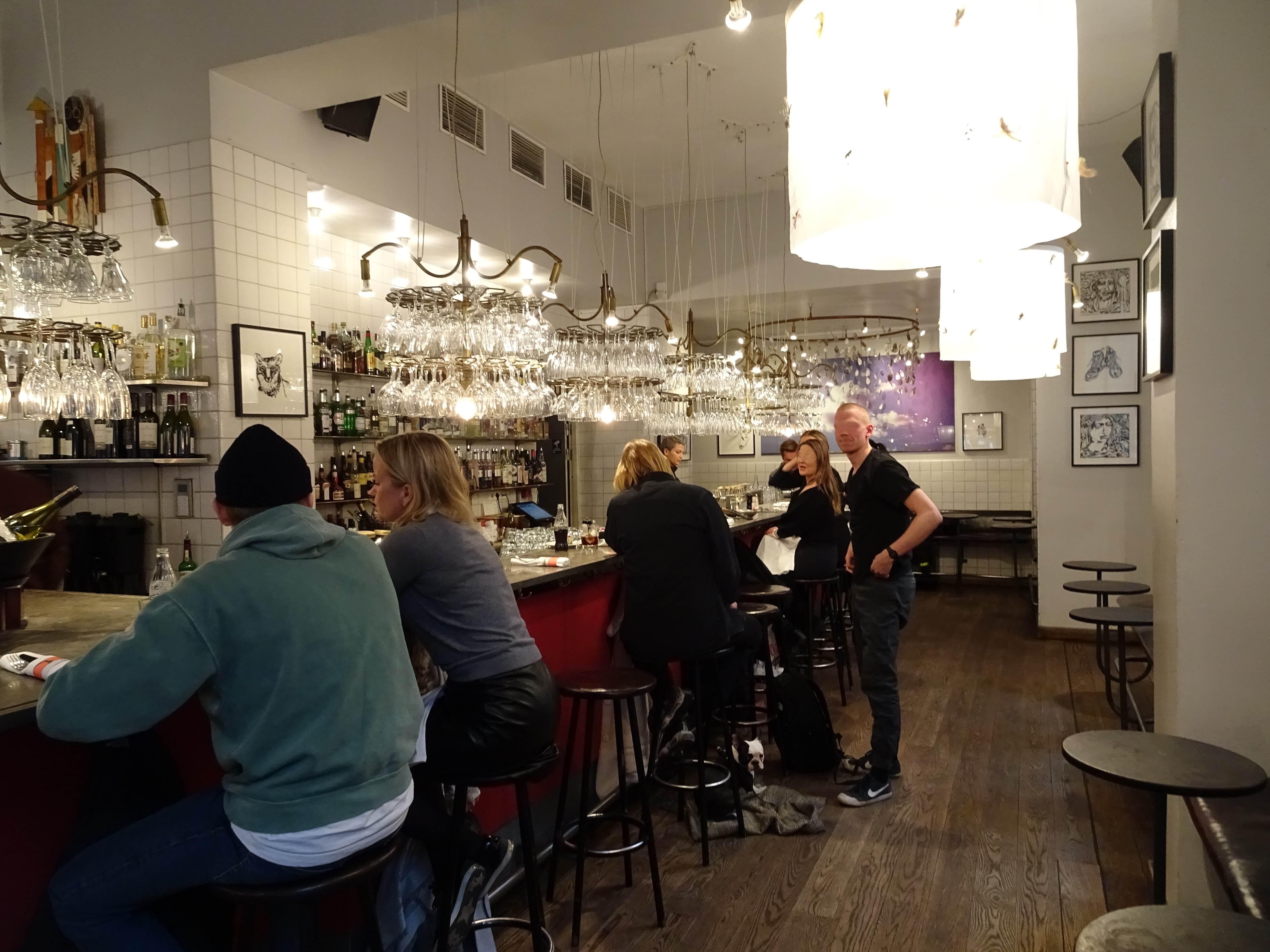
Baren.
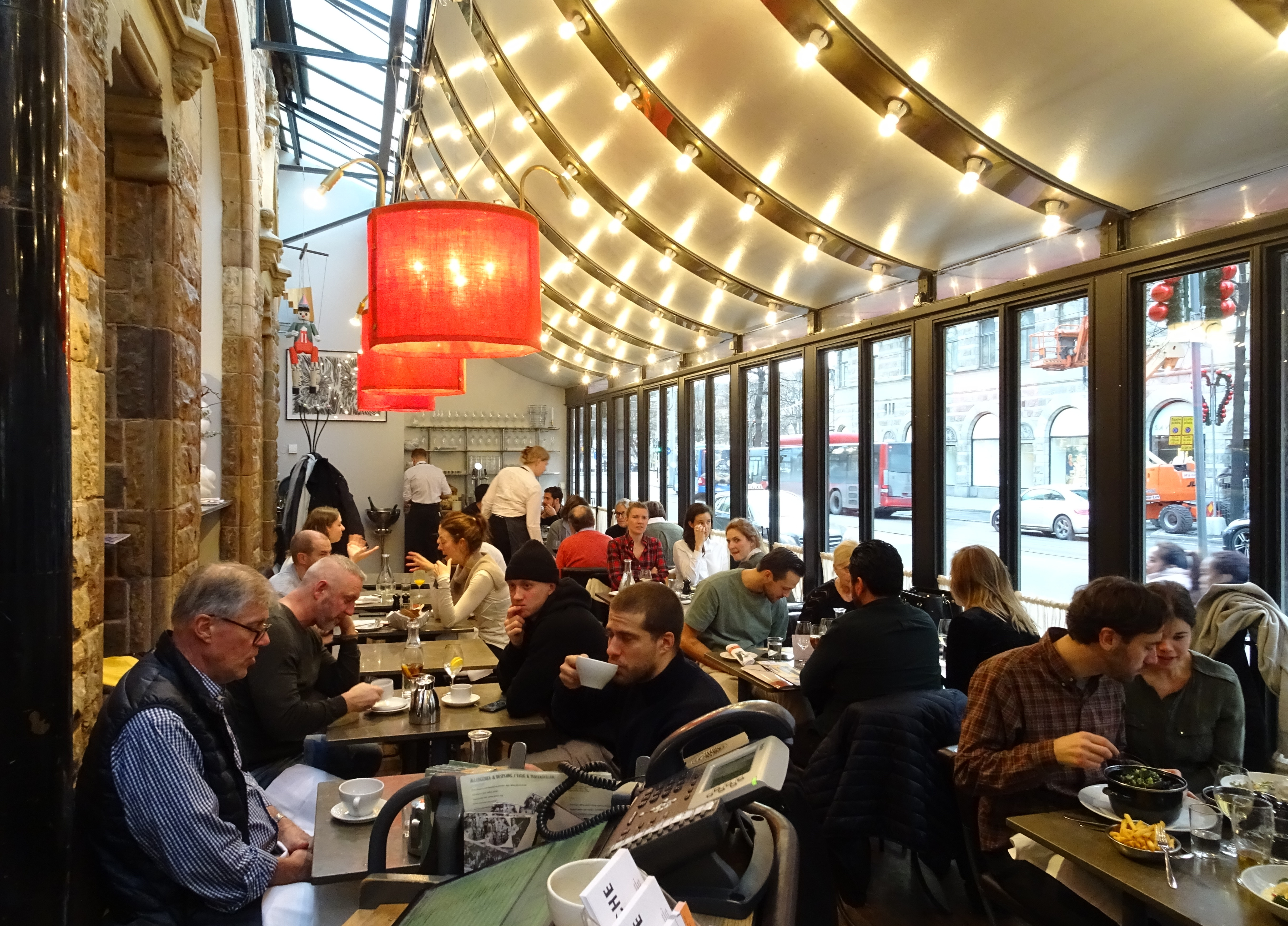
Verandan.